# Gare de Furnes
La gare de Furnes (en néerlandais : station Veurne) est une gare ferroviaire belge de la ligne 73, de Deinze à La Panne (frontière), située à proximité du centre de la ville de Furnes dans la province de Flandre-Occidentale en Région flamande.
Elle est mise en service en 1858 par la Compagnie du chemin de fer de Lichtervelde à Furnes et son bâtiment actuel date de 1895.
C'est une gare de la Société nationale des chemins de fer belges (SNCB) desservie par des trains InterCity (IC), Touristiques (T) et d'Heure de pointe (P).

## Situation ferroviaire
Établie à 3 m d'altitude, la gare de Furnes est située au point kilométrique (PK) 66,047 de la ligne 73, de Deinze à La Panne (frontière), entre les gares ouvertes de Dixmude et de Coxyde.
La ligne est à voie unique de part et d'autre de la gare.

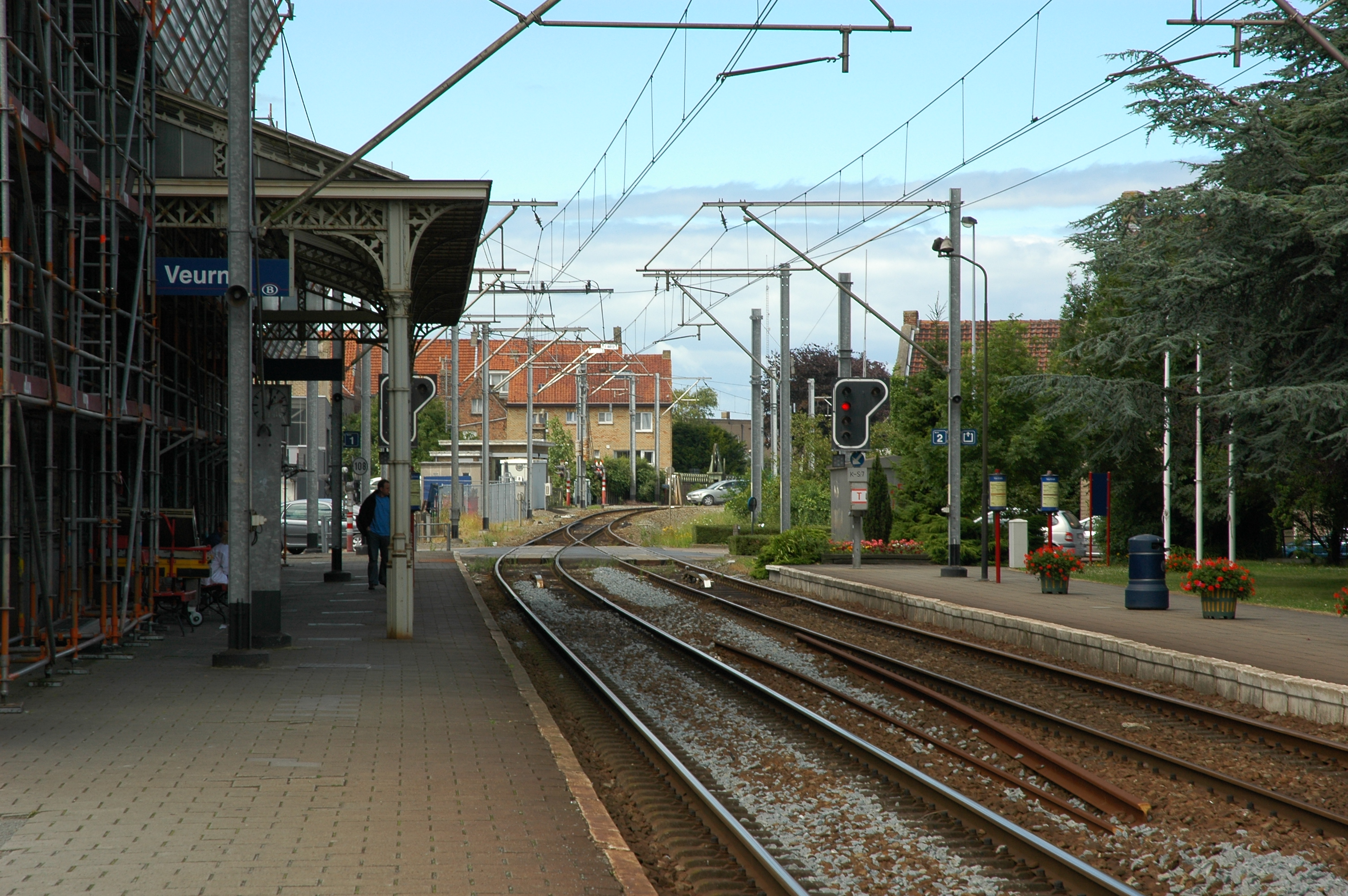
Intérieur de la gare.

## Histoire
La station terminus de Furnes est mise en service le 18 mai 1858, par la Compagnie du chemin de fer de Lichtervelde à Furnes, lorsqu'elle ouvre à l'exploitation la section de Lichtervelde à Furnes. 
Elle devient une gare de passage, lors de la mise en service de la section de Furnes à Adinkerke, le 5 février 1870, par la Compagnie de Furnes à Dunkerque.
Le service des marchandises est fermé en 1992.

## Service des voyageurs

### Accueil
Gare SNCB, elle dispose d'un bâtiment voyageurs, avec guichet, ouvert tous les jours. Des aménagements, équipements et services sont à la disposition des personnes à la mobilité réduite. Elle est équipée d'une consigne à bagages automatique.
La traversée des voies et le passage d'un quai à l'autre s'effectuent par le passage à niveau routier.

### Desserte
Furnes est desservie par des trains InterCity (IC), Heure de pointe (P) et Touristiques (T) de la SNCB, qui effectuent des missions sur la commerciale ligne 73 : La Panne - Gand Saint-Pierre (voir brochure SNCB).
En semaine, la desserte comprend :
- des trains IC-28 entre La Panne et Anvers-Central (limités à Gand-Saint-Pierre tôt le matin et tard le soir)
- deux trains P de La Panne à Schaerbeek (le matin)
- un unique train P de La Panne à Gand-Saint-Pierre (le matin)
- un train P de Gand-Saint-Pierre à La Panne (l’après-midi)
- deux trains P de Schaerbeek à La Panne (l’après-midi)

Les week-ends et jours fériés, la desserte est composée de trains IC-29 entre La Panne et Landen. Un unique train P circule les dimanches soir à destination de Louvain.
Durant les congés, la paire de trains P entre La Panne et Gand ne circule pas et la SNCB met à disposition des voyageurs deux trains touristiques (ICT) de Bruxelles-Nord à La Panne le matin, retour le soir (en semaine et les week-ends).

### Intermodalité
Un parc pour les vélos et un parking pour les véhicules y sont aménagés. Elle est desservie par des bus De Lijn.

## Comptage voyageurs
Ce graphique et tableau montre le nombre de voyageurs embarquant en moyenne durant la semaine, le samedi et le dimanche.
| Nombre de passagers qui embarquent à la gare de Furnes | Nombre de passagers qui embarquent à la gare de Furnes | Nombre de passagers qui embarquent à la gare de Furnes | Nombre de passagers qui embarquent à la gare de Furnes |
|                                                        | Semaine                                                | Samedi                                                 | Dimanche                                               |
| ------------------------------------------------------ | ------------------------------------------------------ | ------------------------------------------------------ | ------------------------------------------------------ |
| 1977                                                   | 373                                                    | 138                                                    | 203                                                    |
| 1978                                                   | 411                                                    | 101                                                    | 240                                                    |
| 1979                                                   | 342                                                    | 104                                                    | 322                                                    |
| 1980                                                   | 308                                                    | 192                                                    | 282                                                    |
| 1981                                                   | 346                                                    | 119                                                    | 240                                                    |
| 1982                                                   | 288                                                    | 166                                                    | 363                                                    |
| 1983                                                   | 248                                                    | 88                                                     | 279                                                    |
| 1984                                                   | 254                                                    | 99                                                     | 248                                                    |
| 1985                                                   | 314                                                    | 88                                                     | 298                                                    |
| 1986                                                   | 337                                                    | 134                                                    | 256                                                    |
| 1987                                                   | 358                                                    | 172                                                    | 406                                                    |
| 1988                                                   | 356                                                    | 213                                                    | 349                                                    |
| 1989                                                   | 360                                                    | 169                                                    | 412                                                    |
| 1990                                                   | 398                                                    | 141                                                    | 446                                                    |
| 1991                                                   | 277                                                    | 183                                                    | 501                                                    |
| 1992                                                   | 386                                                    | 308                                                    | 555                                                    |
| 1993                                                   | 504                                                    | 131                                                    | -                                                      |
| 1994                                                   | 378                                                    | 115                                                    | 141                                                    |
| 1995                                                   | 362                                                    | 201                                                    | 546                                                    |
| 1996                                                   | 388                                                    | 202                                                    | -                                                      |
| 1997                                                   | 394                                                    | 195                                                    | -                                                      |
| 1998                                                   | 405                                                    | 174                                                    | 398                                                    |
| 1999                                                   | 398                                                    | 147                                                    | 392                                                    |
| 2000                                                   | 427                                                    | 236                                                    | 491                                                    |
| 2001                                                   | 497                                                    | 246                                                    | 478                                                    |
| 2002                                                   | 447                                                    | 170                                                    | 510                                                    |
| 2003                                                   | 420                                                    | 309                                                    | 464                                                    |
| 2004                                                   | 444                                                    | 188                                                    | 532                                                    |
| 2005                                                   | 546                                                    | 252                                                    | 538                                                    |
| 2006                                                   | 524                                                    | 258                                                    | 541                                                    |
| 2007                                                   | 509                                                    | 244                                                    | 586                                                    |
| 2008                                                   | -                                                      | -                                                      | -                                                      |
| 2009                                                   | 549                                                    | 256                                                    | 419                                                    |
| 2010                                                   | -                                                      | -                                                      | -                                                      |
| 2011                                                   | -                                                      | -                                                      | -                                                      |
| 2012                                                   | 559                                                    | 246                                                    | 480                                                    |
| 2013                                                   | 286                                                    | 277                                                    | 482                                                    |
| 2014                                                   | 490                                                    | 205                                                    | 531                                                    |
| 2015                                                   | 436                                                    | 255                                                    | 330                                                    |
| 2016                                                   | 516                                                    | 222                                                    | 427                                                    |
| 2017                                                   | 521                                                    | 269                                                    | 477                                                    |
| 2018                                                   | 568                                                    | 205                                                    | 432                                                    |
| 2019                                                   | 506                                                    | 212                                                    | 400                                                    |
| 2020                                                   | 353                                                    | 181                                                    | 356                                                    |
| 2021                                                   | -                                                      | -                                                      | -                                                      |
| 2022                                                   | 463                                                    | 199                                                    | 540                                                    |
| 2023                                                   | 415                                                    | 249                                                    | 449                                                    |
| 2024                                                   | 461                                                    | 223                                                    | 398                                                    |

## Galerie de photos

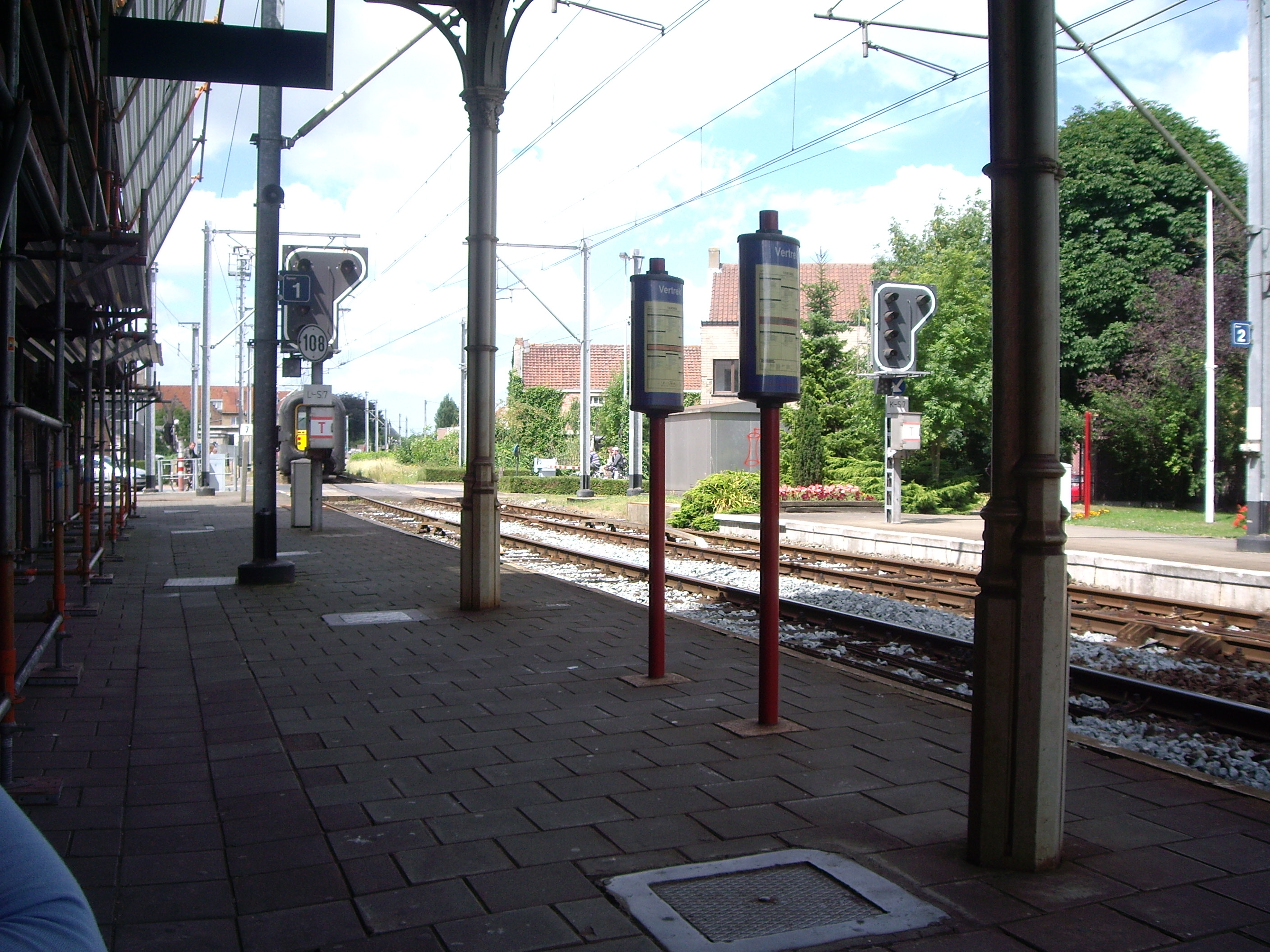
Quais et voies.
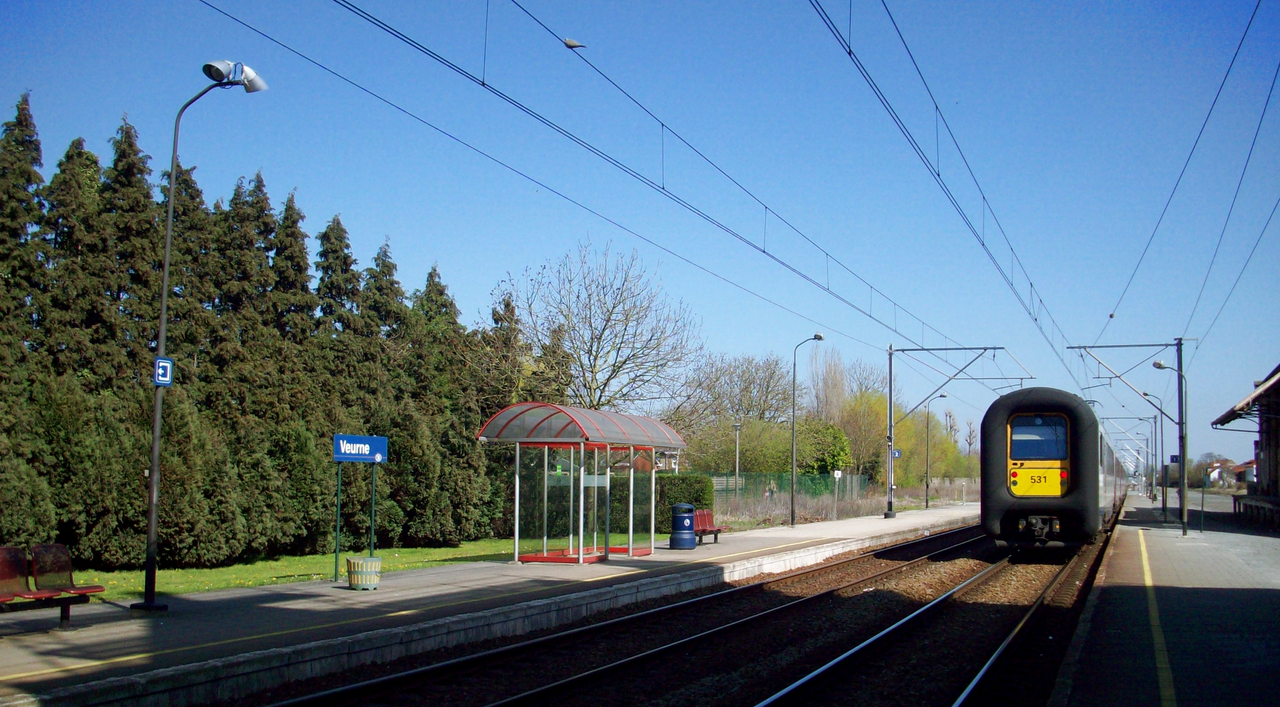
Quais et voies.
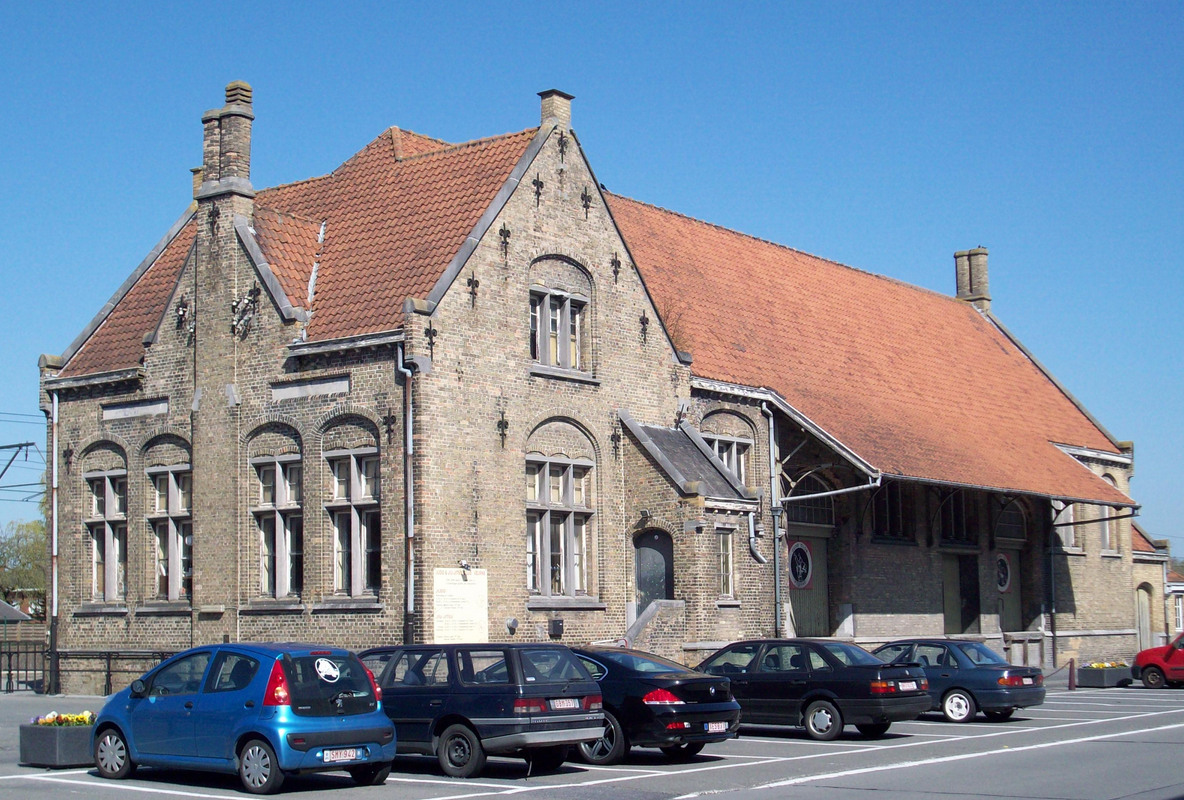
Autre bâtiment.
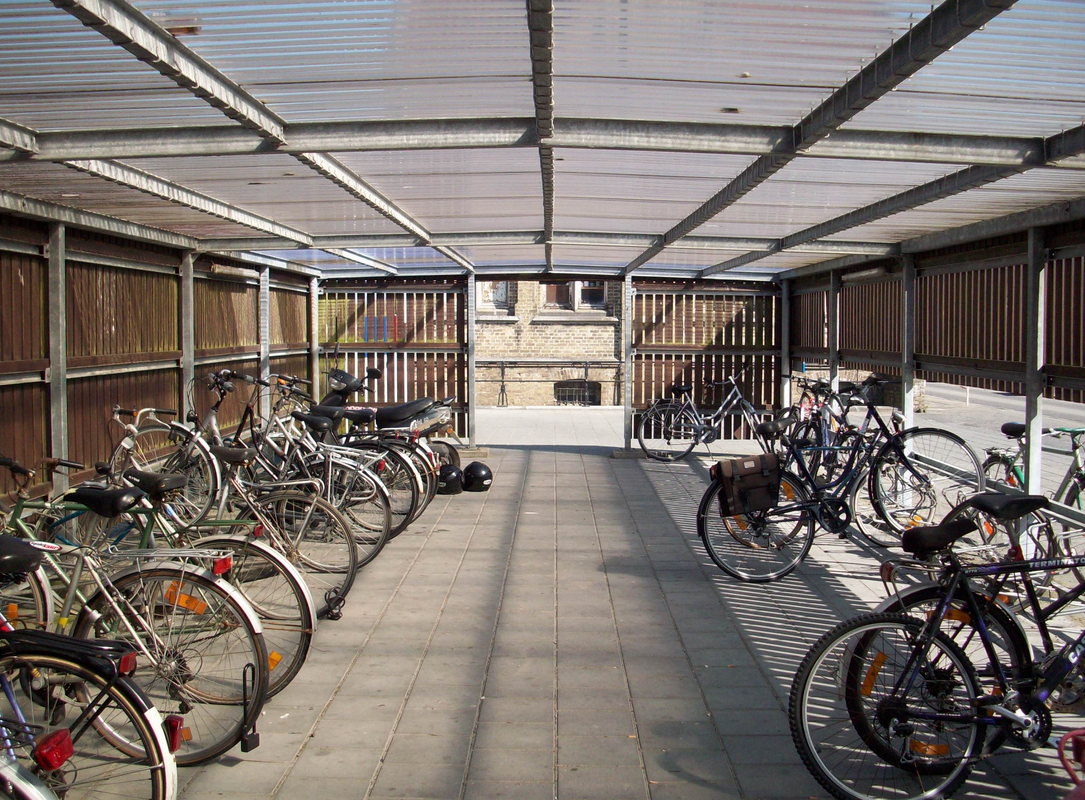
Abri vélos.
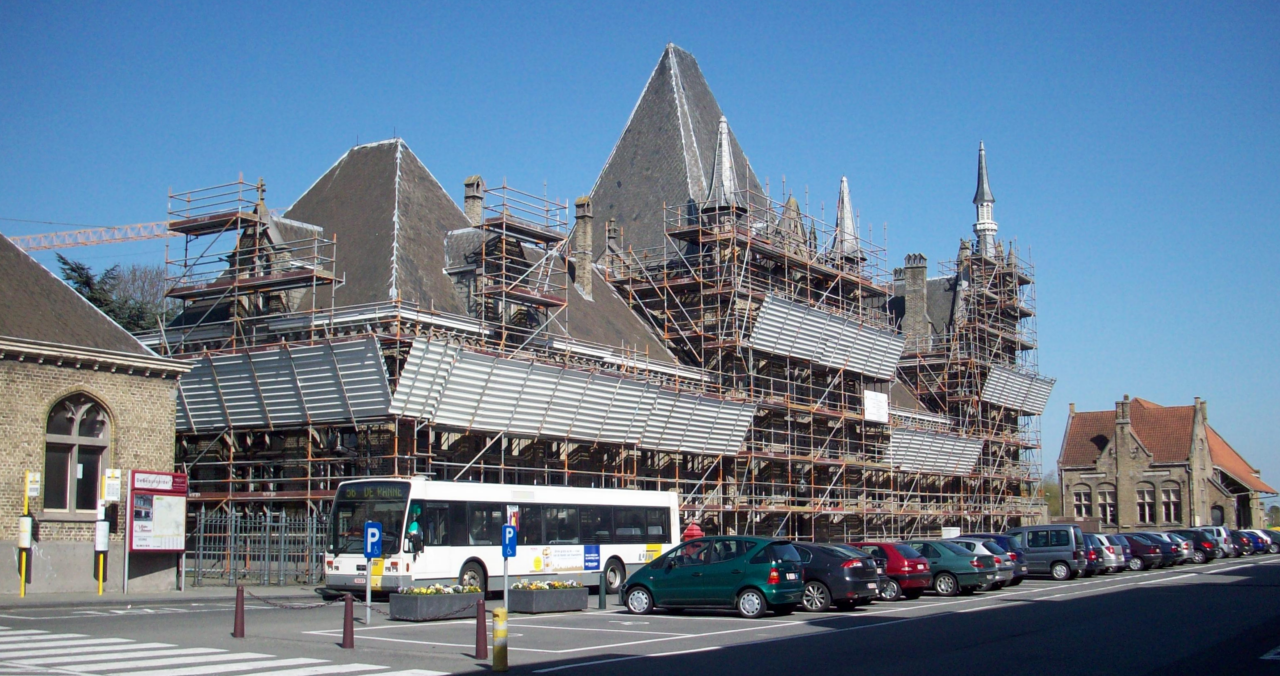
Bâtiment voyageurs en travaux (2010).